# Kit Pedler
Christopher Magnus Howard Pedler (geboren am 11. Juni 1927 in Hampstead, London; gestorben am 27. Mai 1981 in Doddington, Kent) war ein britischer Mediziner, Drehbuch- und Science-Fiction-Autor. Er arbeitete vielfach mit Gerry Davis zusammen, insbesondere bei zahlreichen Episoden der britischen SF-Fernsehserie Doctor Who.

## Leben
Pedler war der Sohn des Arztes Hubert Pedler und der Malerin Mary Pedler, geborene Johnson. 1953 erwarb er den Bachelor an der Westminster Hospital Medical School, promovierte an der University of London und legte die Prüfung des Royal College of Pathologists ab. Nach seiner Ausbildung arbeitete er als Arzt und Chirurg in Krankenhäusern in London und Greenwich. Anschließend war er Universitätsdozent und danach 12 Jahre lang Leiter der von ihm begründeten Abteilung für Anatomie und Elektronenmikroskopie an der University of London. Er befasste sich mit der Anatomie des Auges und der Retina und verfasste 38 wissenschaftliche Artikel zum Thema. 1971 schied er aus und arbeitete fortan als freier Schriftsteller.
Ab Mitte der 1960er war er inoffizieller wissenschaftlicher Berater Pedler bei der Fernsehserie Doctor Who. Zusammen mit Davis war er Story Editor in den Staffeln 4 bis 6 (1966–1968, Zweiter Doktor), wobei sie im Handlungsstrang The Tenth Planet die Cybermen einführen, eine inzwischen immer wieder verwendete Gattung von Doctor-Who-Gegnern. Ebenfalls zusammen mit Davis konzipierte er die Serie Doomwatch, für die er auch Drehbücher schrieb, in der es um verschiedene ökologische Gefahren und Katastrophen ging, unter anderem um den Klimawandel. Zum Thema Ökologie verfasste Pedler auch ein Sachbuch.
Ab 1970 begann Pedler Science-Fiction-Erzählungen zu schreiben. Er veröffentlichte mehrere Kurzgeschichten und zusammen mit Davis vier Romane, von denen drei auch ins Deutsche übersetzt wurden. Der erste dieser Romane, Mutant 59: The Plastic Eater (1971, deutsch als Die Plastikfresser), wurde aus der ersten Doomwatch-Episode entwickelt, bei der ein zum Abbau von Plastik entwickelter Mikroorganismus aus einem Labor freigesetzt wird und nun unkontrolliert Plastik zu vertilgen beginnt, mit katastrophalen Folgen. Ähnlich dystopisch-katastrophisch sind die folgenden Romane angelegt: in Brainrack (1974) führen Fehler an der Mensch-Computer-Schnittstelle zu einer Kernreaktorschmelze, Doomwatch: The World in Danger (1975) führt drei Serienepisoden zu einem Fix-up zusammen und in The Dynostar Menace (1975) droht ein Fusionsreaktor auf der Raumstation Dynostar außer Kontrolle zu geraten und die Ozonschicht der Erde zu zerstören.
Zusammen mit Tony Bastable moderierte Pedler die 1981 von Thames/ITV produzierte Fernsehserie Mind over Matter, in der paranormale, außerphysikalische und sonstige unerklärliche Phänomene untersucht wurden, und schrieb die Drehbücher der sieben Folgen. 1981 veröffentlichte er das entsprechende Buch Mind Over Matter: A Scientist’s View of the Paranormal. In New Scientist wurde die Serie als unwissenschaftlich und irreführend kritisiert.
1949 heiratete Pedler Una Freeston. Aus der Ehe stammen drei Söhne und eine Tochter. 1981 ist Pedler im Alter von 53 Jahren gestorben. Er wurde auf dem All Saints Churchyard in Graveney, Swale Borough, Kent, bestattet.

## Bibliografie
Doctor Who
- The Tomb of the Cybermen (1989, mit Gerry Davis)
- Doctor Who: The Tenth Planet (2006, Audiofassung)
- Doctor Who: The Invasion (2006, Audiofassung)

Romane
- Mutant 59: The Plastic Eater (1971, mit Gerry Davis)
  - Deutsch: Die Plastikfresser. Heyne SF&F #3382, 1974, ISBN 3-453-30259-1. Auch als: Mutant 59: Der Plastikfresser. Heyne (Bibliothek der Science Fiction Literatur #60), 1974, ISBN 3-453-31289-9.
- Brainrack (1974, mit Gerry Davis)
  - Deutsch: Gehirnpest. Heyne SF&F #3474, 1976, ISBN 3-453-30369-5.
- Doomwatch: The World in Danger (1975, mit Gerry Davis)
- The Dynostar Menace (1975, mit Gerry Davis)
  - Deutsch: Die Dynostar-Drohung. Heyne SF&F #3635, 1979, ISBN 3-453-30547-7.

Kurzgeschichten
- Image in Capsule (1970)
  - Deutsch: Geister in der Schwerelosigkeit. Übersetzt von Maikell Michael. In: Rosemary Timperley (Hrsg.): 18 Gespenster Stories. (1970), Heyne (Heyne-Anthologien, Bd. 40).
- The Long-Term Residents (1971)
  - Deutsch: Die Dauergäste. In: Richard Davis (Hrsg.): Der Totenvogel. Pabel (Vampir Taschenbuch #24), 1975.
- Terence and the Unholy Father (1972)
- White Caucasian Male (1973)

Sachliteratur
- The Quest for Gaia: A Book of Changes (1979)
- Mind Over Matter: A Scientist’s View of the Paranormal (1981)

## Filmografie
Doctor Who (Fernsehserie, mit Gerry Davis)
- The War Machines (1966)
- The Tenth Planet (1966)
- The Moonbase (1967)
- The Tomb of the Cybermen (1967)
- The Wheel in Space (1968)
- The Invasion (1968)

Doomwatch (Fernsehserie, mit Gerry Davis)
- Survival Code (1970)